# 林廷玉

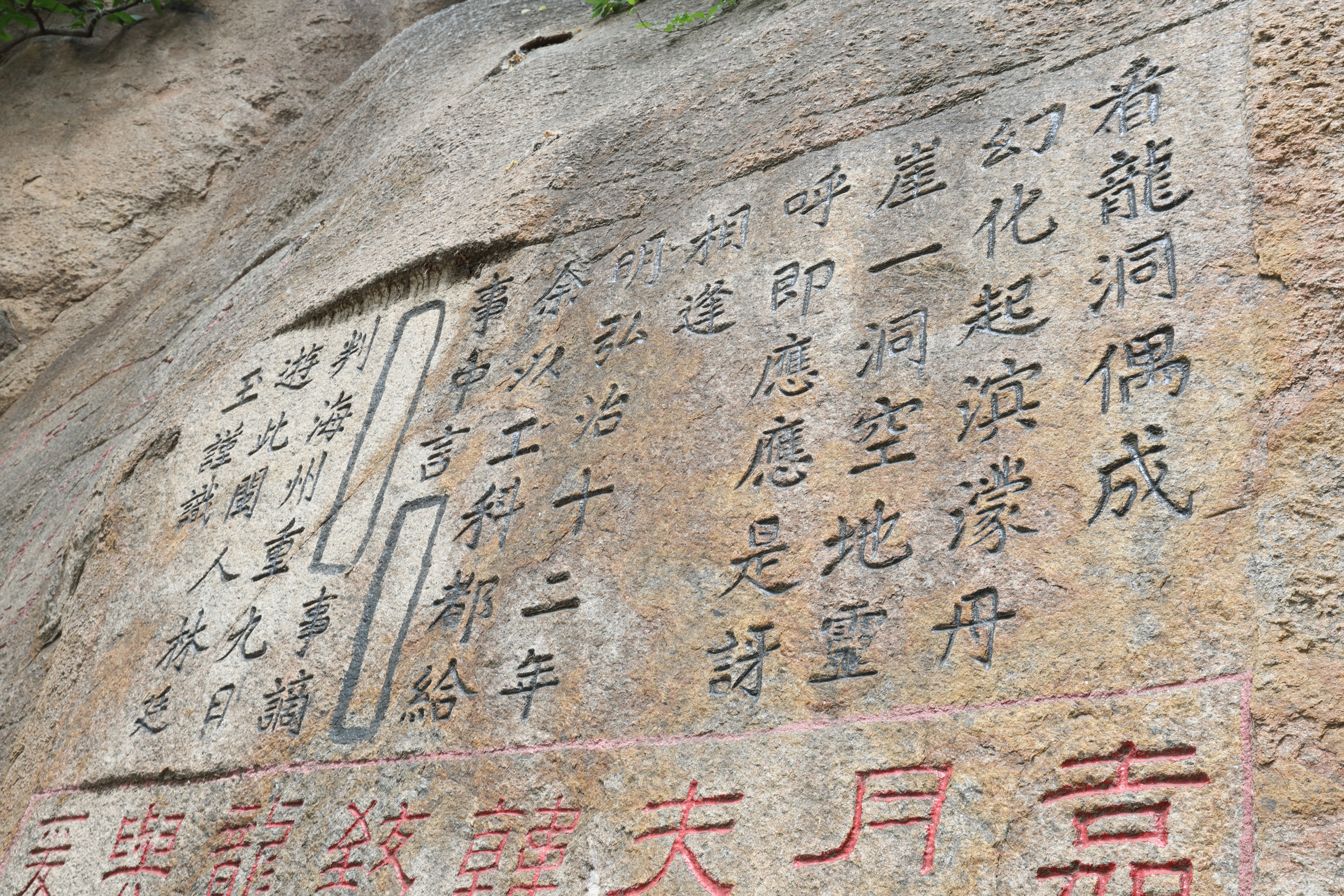
林廷玉因言科場舞弊案而遭貶謫，在海州龍洞外留下的詩刻《看龍洞偶成》

林廷玉（1455年—1530年），字粹夫，號南澗，陝西平涼府平涼縣籍，福建福州府侯官縣人，明朝政治人物。

## 生平
林廷玉是景泰四年舉人林芝之子，成化十九年（1483年）癸卯科陝西鄉試第一名舉人（解元），二十年（1484年）甲辰科進士。授吏科給事中，升工科都給事中，弘治十二年（1499年）因會試副考官程敏政被華㫤攻訐事謫海州判官，十六年（1503年）升茶陵州知州，倡建洣江書院，聚生徒講解儒家經典，寒署不輟。升江西按察司僉事，正德元年（1506年）十二月升廣東按察司副使，四年（1509年）十一月升陝西布政使司右參政，七年（1511年）三月升通政使司右通政、提督謄黃，同年十一月任都察院右僉都御史、巡撫保定，八年（1512年）十一月被御史董建中論劾，致仕歸里。
正德十三年（1518年）八月，福州士兵因索餉譁變，有士兵侮辱福建左布政使伍符，林廷玉與浙江按察司副使高文達出面勸解得緩。
嘉靖元年（1522年）十二月以吏科右給事中李學曾疏薦，起為南京都察院右僉都御史、總督南京糧儲，二年（1523年）十月赴任時得悉自己被論劾，遂上疏乞休，改道歸里，九年（1530年）卒於家。